# Riederichbach
Der Riederichbach ist ein inklusive seines Oberlaufs Stetterbach etwa 8,2 km langer, südlicher und linker Zufluss der Erms im baden-württembergischen Landkreis Reutlingen. In der Mündungsgemeinde Riederich heißt er nur kurz auch Brühlwiesenbach.

## Geographie

### Verlauf
Der Riederichbach entsteht nördlich von Eningen unter Achalm unterhalb des Rangenbergles aus mehreren Quellen und fließt von dort in nördliche Richtung als Stetterbach durch einen geschlossenen Waldbestand. Im Maienwald südlich von Metzingen fließt er in einen Teich, der auch den rechten Riedhaubach aufnimmt. Ab dem Auslauf aus dem Teich wird der Bach Riederichbach genannt.
Nach der Unterquerung der Bundesstraße 28 südwestlich von Metzingen verlässt er den geschlossenen Wald, nimmt von links den Tobelbach auf und passiert Metzingen am westlichen Stadtrand, wobei er mehrfach die Bundesstraße 312 und ihre Auffahrten unterquert. Von links fließen ihm auf dieser Strecke der Weimerstalgraben und der Weidentalgraben zu. Ab der Gemeindegrenze zwischen Metzingen und Riederich fließt er, dort kurz Brühlwiesenbach genannt, zwischen dem Gewerbegebiet Riederich-West und der Ortslage, unterquert die Landesstraße 374 und fließt dann bis zu seiner Mündung auf einer Höhe von 311,8 m ü. NHN in die Erms weiterhin parallel zur Bundesstraße 312.
Der 8,2 km lange Lauf des Riederichbachs endet etwa 206 Höhenmeter unterhalb seiner Quelle, er hat somit ein mittleres Sohlgefälle von etwa 25 ‰.

### Einzugsgebiet
Das Einzugsgebiet ist rund 8,9 km² groß und gehört naturräumlich gesehen im Süden zu den Neuffen-Vorbergen und im Norden zum Erms-Steinach-Albvorland in der Haupteinheit Mittleres Albvorland. Sein mit etwa 588,9 m ü. NHN höchster Punkt liegt im Süden auf dem Rangenbergle auf der Gemarkung von Eningen unter Achalm.
Es grenzt im Osten an das Einzugsgebiet der Erms und kleinerer Ermszuflüsse und im Westen an das des Neckars und seiner Zuflüsse Buchbach und Reichenbach. Im Süden grenzt das Einzugsgebiet des Leinsbachs an, dessen Abfluss über Arbach und dann Echaz oberhalb der Ermsmündung in den Neckar gelangt.

### Zuflüsse und Seen
Hierarchische Liste einer Auswahl der Zuflüsse und  Seen, jeweils von der Quelle zur Mündung.
- Teich im Maienwald, 0,3 ha
- Riedhaubach, von rechts im vorigen, 0,8 km
- Tobelbach, von links, 0,9 km
  - Ofenbach, von rechts, 0,6 km
- Weimerstalgraben, von links, 0,8 km
- Weidentalgraben, von links, 1,2 km
- Lachenhaugraben, von links, 0,8 km

## Geologie
Im Untergrund des Einzugsgebietes liegen Formationen des mittleren und unteren Juras, beginnend im Süden mit der Ostreenkalk-Formation bis zur Angulatensandstein-Formation, die im Mündungsbereich angeschnitten ist. Im äußersten Süden liegt mit dem Rangenbergle  ein Vulkankegel des Schwäbischen Vulkans mit vulkanischer Brekzie.

### LUBW
Amtliche Online-Gewässerkarte mit passendem Ausschnitt und den hier benutzten Layern: Lauf und Einzugsgebiet des Riederichbachs

Allgemeiner Einstieg ohne Voreinstellungen und Layer: Daten- und Kartendienst der Landesanstalt für Umwelt Baden-Württemberg (LUBW) (Hinweise)
1. 1 2 3  Höhe ermittelt über WPS-Prozess (Geländehöhe).
2. ↑  Länge nach dem Layer Gewässernetz (AWGN).
3. ↑  Einzugsgebiet nach dem Layer Basiseinzugsgebiet (AWGN).

### Andere Belege
1. ↑  Modellierte Werte nach Abfluss-BW Gewässerknoten MQ/MNQ
2. ↑  Friedrich Huttenlocher, Hansjörg Dongus: Geographische Landesaufnahme: Die naturräumlichen Einheiten auf Blatt 170 Stuttgart. Bundesanstalt für Landeskunde, Bad Godesberg 1949, überarbeitet 1967. → Online-Karte (PDF; 4,0 MB)
3. ↑  Geologie nach den Layern zu Geologische Karte 1:50.000 auf: Mapserver des Landesamtes für Geologie, Rohstoffe und Bergbau (LGRB) (Hinweise)